# 駅前通 (豊川市)
駅前通（えきまえどおり）は、愛知県豊川市にある地名。現行行政地名は駅前通二丁目から駅前通四丁目。

## 地理
豊川市の南東部に位置し、二丁目のみ飛び地となっている。二丁目と三丁目の間に中央通が入っており、三丁目の東は新宿町と二見町、西は金屋町に接していて、四丁目の北東は松風町、南西は金塚町と中条町と美和通に接している。

## 歴史

### 沿革
- 1960年（昭和35年）2月21日 - 以下の通り、駅前通2～4丁目が成立[1]。
  - 2丁目 - 豊川町（也通・安通・天通）・古宿町（横佐）の各一部
  - 3丁目 - 北金屋町（道下）・古宿町（大西）・中条町（二見塚・松風呂）の各一部
  - 4丁目 - 中条町（二見塚・松風呂・道下・金塚）の一部

1丁目は当初より存在しない。

## 世帯数と人口
2019年（平成31年）3月31日現在の世帯数と人口は以下の通りである。
| 町丁   | 世帯数 | 人口  |
| ------ | ------ | ----- |
| 駅前通 | 97世帯 | 203人 |

### 人口の変遷
国勢調査による人口の推移
| 1995年（平成7年）  | 307人 | [ 6 ]  |  |
| 2000年（平成12年） | 260人 | [ 7 ]  |  |
| 2005年（平成17年） | 251人 | [ 8 ]  |  |
| 2010年（平成22年） | 232人 | [ 9 ]  |  |
| 2015年（平成27年） | 229人 | [ 10 ] |  |

## 学区
市立小・中学校に通う場合、学区は以下の通りとなる。また、公立高等学校に通う場合の学区は以下の通りとなる。
| 丁目         | 番・番地等 | 小学校             | 中学校             | 高等学校 |
| ------------ | ---------- | ------------------ | ------------------ | -------- |
| 駅前通二丁目 | 全域       | 豊川市立豊川小学校 | 豊川市立東部中学校 | 三河学区 |
| 駅前通三丁目 | 31〜54番地 | 豊川市立金屋小学校 | 豊川市立金屋中学校 | 三河学区 |
| 駅前通三丁目 | その他     | 豊川市立豊川小学校 | 豊川市立東部中学校 | 三河学区 |
| 駅前通四丁目 | 全域       | 豊川市立天王小学校 | 豊川市立南部中学校 | 三河学区 |

## 交通

### 鉄道
- 名古屋鉄道
TK 豊川線 稲荷口駅

## その他

### 日本郵便
- 郵便番号 : 442-0045[4]（集配局：豊川郵便局[13]）。

## 参考資料
- 新編豊川市史編集委員会 編『新編豊川市史 第八巻 資料編 現代』2002年。